# Acanthothamnus aphyllus
Acanthothamnus aphyllys é uma espécie botânico pertencente à família Celastraceae.